# 함양지리산고속
함양지리산고속(咸陽智異山高速)은 경상남도 함양군 함양읍 고운로 102에 본사를 두고 있는 시외버스 및 농어촌버스 회사이다.

## 역사
1980년 2월 7일 설립 당시에는 함양교통(咸陽交通)이라는 상호로 함양군의 농어촌버스를 운행하였으며, 2001년 6월 18일 시외직행버스 면허를 취득 후 백무동 ~ 인월 ~ 함양 ~ 동서울 노선의 운행을 개시하면서 현재의 상호로 변경하였다.

## 운행 노선

### 시외버스
2018년 6월 기준이다.
| 운행업체       | 보유 노선수 | 보유 노선수 | 보유 노선수 | 보유 노선수 | 면허 대수 | 면허 대수 | 면허 대수 | 면허 대수 | 면허 대수 | 면허 대수 |
| -------------- | ----------- | ----------- | ----------- | ----------- | --------- | --------- | --------- | --------- | --------- | --------- |
| 운행업체       | 노선 합계   | 직행        | 일반        | 고속        | 대수 합계 | 직행      | 일반      | 고속      | 우등      | 예비      |
| 함양지리산고속 | 28          | 23          | 5           | -           | 24        | 12        | 8         | -         | -         | 4         |

- 백무동 ~ 인월 ~ 함양 ~ 동서울
- 백무동 ~ 인월 ~ 함양 ~ 서울남부
- 백무동 ~ 인월 ~ 함양 ~ 안양 ~ 부천

## 주력 차량
경상남도 면허의 시외버스 회사 중 유일하게 기아 차량을 도입하지 않았다.

#### KGM커머셜
- 에디슨모터스 스마트 087
- 에디슨모터스 E-화이버드

#### 자일대우버스
- 자일대우 레스타
- 자일대우 NEW BS090
- 자일대우 NEW BS106

#### 현대자동차
- 현대 그린시티
- 현대 뉴 프리미엄 유니버스 익스프레스 프라임
- 현대 유니버스 익스프레스 노블
- 현대 뉴 프리미엄 유니버스 익스프레스 노블
- 현대 뉴 프리미엄 유니버스 프라임
- 현대 뉴 프리미엄 유니버스 노블
- 현대 뉴 프리미엄 유니버스 프레스티지